# Épreuve 1 de Sheffield de snooker 2011
L'Épreuve 1 de Sheffield 2011 est un tournoi de snooker classé mineur, qui s'est déroulé du 18 au 22 juin 2011 à la World Snooker Academy de Sheffield en Angleterre.

## Déroulement
Il s'agit de la première épreuve du championnat européen des joueurs, une série de tournois disputés en Angleterre (7 épreuves) et en Europe (5 épreuves), lors desquels les joueurs doivent accumuler des points afin de se qualifier pour la grande finale à Galway.
Le tournoi fait partie des cinq épreuves tenues en Angleterre à Sheffield. Il y en avait six la saison dernière, mais il a été décidé que l'une d'entre elles soit tenue à la South West Snooker Academy de Gloucester.
L'événement compte un total de 206 participants dont 128 ont atteint le tableau final. Le vainqueur remporte une prime de 10 000 £.
Le premier tournoi de cette saison est remporté par Ronnie O'Sullivan devant son compatriote Joe Perry, sur le score de 4 manches à 0 en finale, le match n'ayant duré que 51 minutes. O'Sullivan a réalisé huit centuries lors du tournoi, dont deux lors de la finale. Le tournoi a été marqué par de nombreux résultats surprenants au premier tour, avec les défaites de Higgins, Trump, Murphy, Williams et Hendry.

## Dotation
La répartition des prix est la suivante :
- Vainqueur : 10 000 £
- Finaliste : 5 000 £
- Demi-finaliste : 2 500 £
- Quart de finaliste : 1 500 £
- 8èmes de finale : 1 000 £
- 16èmes de finale : 600 £
- Deuxième tour : 200 £
- Dotation totale : 50 000 £

## Phases finales
|  | Quarts de finale au meilleur des 7 manches | Quarts de finale au meilleur des 7 manches | Quarts de finale au meilleur des 7 manches |                   |                   | Demi-finales au meilleur des 7 manches | Demi-finales au meilleur des 7 manches | Demi-finales au meilleur des 7 manches |  |  | Finale au meilleur des 7 manches | Finale au meilleur des 7 manches | Finale au meilleur des 7 manches |
|  |                                            |                                            |                                            |                   |                   |                                        |                                        |                                        |  |  |                                  |                                  |                                  |
|  |                                            | Joe Perry                                  | 4                                          |                   |                   |                                        |                                        |                                        |  |  |                                  |                                  |                                  |
|  |                                            | Jamie Jones                                | 1                                          |                   |                   |                                        |                                        |                                        |  |  |                                  |                                  |                                  |
|  |                                            | Jamie Jones                                | 1                                          |                   | Joe Perry         | 4                                      |                                        |                                        |  |  |                                  |                                  |                                  |
|  |                                            |                                            |                                            |                   | Joe Perry         | 4                                      |                                        |                                        |  |  |                                  |                                  |                                  |
|  |                                            |                                            | Graeme Dott                                | 2                 |                   |                                        |                                        |                                        |  |  |                                  |                                  |                                  |
|  |                                            | Xiao Guodong                               | Graeme Dott                                | 2                 | 3                 |                                        |                                        |                                        |  |  |                                  |                                  |                                  |
|  |                                            | Xiao Guodong                               |                                            |                   | 3                 |                                        |                                        |                                        |  |  |                                  |                                  |                                  |
|  |                                            | Graeme Dott                                | 4                                          |                   |                   |                                        |                                        |                                        |  |  |                                  |                                  |                                  |
|  |                                            |                                            |                                            |                   |                   |                                        |                                        |                                        |  |  |                                  | Joe Perry                        | 0                                |
|  |                                            |                                            |                                            | Ronnie O'Sullivan | 4                 |                                        |                                        |                                        |  |  |                                  |                                  |                                  |
|  |                                            | Stuart Bingham                             | 2                                          |                   |                   |                                        |                                        |                                        |  |  |                                  |                                  |                                  |
|  |                                            | Ronnie O'Sullivan                          | 4                                          |                   |                   |                                        |                                        |                                        |  |  |                                  |                                  |                                  |
|  |                                            | Ronnie O'Sullivan                          | 4                                          |                   | Ronnie O'Sullivan | 4                                      |                                        |                                        |  |  |                                  |                                  |                                  |
|  |                                            |                                            |                                            |                   | Ronnie O'Sullivan | 4                                      |                                        |                                        |  |  |                                  |                                  |                                  |
|  |                                            |                                            | Joe Jogia                                  | 2                 |                   |                                        |                                        |                                        |  |  |                                  |                                  |                                  |
|  |                                            | Joe Jogia                                  | Joe Jogia                                  | 2                 | 4                 |                                        |                                        |                                        |  |  |                                  |                                  |                                  |
|  |                                            | Joe Jogia                                  |                                            |                   | 4                 |                                        |                                        |                                        |  |  |                                  |                                  |                                  |
|  |                                            | Marcus Campbell                            | 1                                          |                   |                   |                                        |                                        |                                        |  |  |                                  |                                  |                                  |

## Finale
| Finale au meilleur des 7 manches Arbitre : ???           |                          |                              |
| Joe Perry Angleterre                                     | 0 - 4 ( - )              | Ronnie O'Sullivan Angleterre |
| 0 ???                                                    | Centuries Meilleur break | 2 115                        |
| Ronnie O'Sullivan remporte l'Épreuve 1 de Sheffield 2011 |                          |                              |